# U18日清食品リーグ バスケットボール競技大会
U18日清食品リーグ バスケットボール競技大会（アンダー・18・にっしんしょくひんリーグ バスケットボールきょうぎたいかい）は、日本バスケットボール協会が主催し、日清食品が特別協賛する高校生年代のバスケットボールの大会である。

## 概要
同大会は、これまで、トーナメント方式で行われることが多かった高校生年代のバスケットボールを、長期のリーグ戦形式で行うことによって、一定の試合数を確保するとともに、試合日程・組み合わせをあらかじめ決めておいて、試合に向けた質の高い準備が可能になり、プロと同等の競技環境の整備を提供して高校生年代の競技力向上に役立てるとしている。
まず、2021年に関東地方を対象とした「U18日清食品関東ブロックリーグ」を創設。2022年からはこれを全国規模に拡大し、実力上位の男女8チームずつによる「U18日清食品トップリーグ」に拡大するとともに、ブロックリーグも従来の関東に加え、東海、中国、四国の大会を新たに設け4地区制となった。
将来的にはB.LEAGUEに在籍するU18世代のチームにも参加を呼び掛けたり、ブロックリーグのさらなる拡大・都道府県リーグの創設、上位・下位の入れ替え制度の実施も検討していくとしている。
日清食品グループは、NBA（アメリカ・ナショナルバスケットボールリーグ）の八村塁とスポンサー契約を結ぶなど、バスケットボールへの支援を展開しており、今回のそれも、2018年より全国高等学校バスケットボール選手権大会（ソフトバンクウィンターカップ）の協賛などを通してバスケットボールの普及・支援を行っている日清食品の関連団体である安藤スポーツ・食文化振興財団（安藤財団）と日本バスケットボール協会と共同で企画に携わり、今大会の日清食品の協賛を通して、バスケットボールのリーグ戦文化を定着させ、八村のような世界規模で活躍するバスケットボール選手の育成支援を強化する姿勢を整えていくとしている。大会ロゴも、日清食品の旗艦ブランドの一つであるカップヌードルをあしらったものに、バスケットボールが描かれたものが採用されている。

## 大会概要
（以下トップリーグ創設第1回となる2022年度）

（トップリーグ・ブロックリーグ共通）
- 主催:（公財）日本バスケットボール協会
- 特別協賛:日清食品（株）
- 後援:（公財）安藤スポーツ・食文化振興財団

（トップリーグのみ）
- 主管:（公財）日本バスケットボール協会
- 協力:各都道府県のバスケットボール協会

（ブロックリーグのみ）
- 共催・主管:各地区のバスケットボール協会、各都道府県のバスケットボール協会、参加各チーム

### U18日清食品トップリーグ
- 大会正式名称:U18日清食品トップリーグ バスケットボール競技大会
- 開催時期:2022年8-11月
- 会場:国立代々木競技場第2体育館ほか（他の会場は調整中）
- 試合方式:男女各8チームによる1回総当たり（各チーム7試合、全体で28試合）
- 出場チーム:U18日清食品トップリーグ審査委員会の推薦により選抜された8校ずつ。
  - 男子の部:仙台大学附属明成高等学校 (宮城県)、前橋育英高等学校 (群馬県)、正智深谷高等学校 (埼玉県)、帝京長岡高等学校 (新潟県)、東海大学付属諏訪高等学校 (長野県)、中部大学第一高等学校 (愛知県)、福岡第一高等学校 (福岡県)、福岡大学附属大濠高等学校 (福岡県)
  - 女子の部:昭和学院高等学校 (千葉県)、東京成徳大学高等学校 (東京都)、明星学園高等学校 (東京都)、岐阜女子高等学校 (岐阜県)、安城学園高等学校 (愛知県)、桜花学園高等学校 (愛知県)、京都精華学園高等学校 (京都府)、大阪薫英女学院高等学校 (大阪府)

審査基準として2021年度全国高等学校総合体育大会（インターハイ）と全国高等学校バスケットボール選手権大会（ソフトバンクウィンターカップ）の成績を参考として、1位:5点、2位:4点、ベスト4:3点、ベスト8:2点、ベスト16:1点で得点を付け、さらに同点であった場合はソフトバンクウィンターカップの2020年度大会の成績をさらに付けたうえで推薦順を決定した。
  - なお、2024年[5]の出場チームの選定にあたっては、前年度上位4チーム+当該年度インターハイ優勝チーム（重複の場合はインターハイ枠の選出なし）、並びに2024年度の各ブロックごとの選手権やインターハイの結果などを基にして残りチームをリーグ事務局の審査により決定。2025年度の同大会へは、本年度上位4チームを推薦枠としてシード出場し、残りは後日決定する予定。
- 順位の決め方：10分4クォーター（40分）、同点で終了した場合は延長戦1クォーター当たり5分を勝敗が決するまで繰り返して行う。各々の勝利チームに勝ち点2点、負けチームは原則1点だが、没収試合での敗北は0点とする。
  - 同じ勝ち点である場合は、次の順番で順位を決定する。

1. 当該チーム間の得失点差
2. 当該チーム間の得点数
3. 全試合の得失点差
4. 全試合の得点数
5. 抽選

- 以上により決定した成績上位チーム、並びに大会事務局の定める審査に基づいて決定する個人優秀者に対して、賞状・トロフィー、並びに記念品を主催・協賛社より贈呈する。
  - 記念品（例として2024年度[6]）

優勝校：優勝盾、優勝杯、チャンピオンフラッグ、日清食品製品のうち、完全メシシリーズ5種類、カップヌードルシリーズ9種類各3年分・1080食
準優勝校：完全メシシリーズ5種類、カップヌードルシリーズ9種類各1年分・360食
MIPチーム校：完全メシ・カレーメシ欧風カレー（60食）、カップヌードルPRO（120食）を合わせて半年分
ベスト5受賞者：完全メシ キーマカレーメシ スパイシー (60食) 、最強どん兵衛 2種類 (120食)を合わせて半年分
オールディフェンシブBEST5受賞者：完全メシ 日清焼そばU.F.O.濃い濃い焼そば (60食)、日清焼そばU.F.O. 2種類 (120食)を合わせて半年分
新人ベスト5（1年生選手対象）受賞者：完全メシ ハヤシメシ デミグラス (60食)  、 日清チキンラーメンどんぶり (60食) 、0秒チキンラーメン (60食)を合わせて半年分

### U18日清食品ブロックリーグ
- 大会正式名称:U18日清食品〇〇（開催する各地域名）ブロックリーグ バスケットボール競技大会
- 開催期間:2022年8-12月
参考 2021年関東ブロックリーグは基本的に11月-12月の週末・祝日を開催日としていたが、ソフトバンクウィンターカップ予選・新人戦などの各公式戦への参加、または学校行事などと重複した場合は、参加校の調整により日程を変更することもあると定められていた。[7]
- 会場:未定[2]
参考 2021年関東ブロックリーグの場合は、参加校の体育館、またはその参加校が所在する都道府県のバスケットボール協会が指定した公立の体育館を会場としていた[7]。
- 試合方式:原則としてそれぞれの地区ごとに各都道府県協会から推薦された合計29チームずつが参加。原則として各地区で1回戦総当たり（関東:各チーム7試合=全体28試合、東海:各チーム6試合=全体24試合[8]、中国:各チーム4試合=全体10試合、四国:各チーム7試合=全体28試合）を行う。
- 地区別の振り分け
  - 関東:8都県から各1チームずつ
  - 東海:4県から各2チームずつ
  - 中国:5県から各1チームずつ
  - 四国:4県から各2チームずつ

審査基準として、当該年度のインターハイの予選の結果を基に出場チーム数を定め、B.LEAGUEを含むU18世代のクラブチームを有する都道府県は別途、都道府県協会の推薦によって出場チームを決定した。また、トップリーグに参加するチームのある都道府県は、それを除いたインターハイ予選上位チームを原則として推薦チームを決定した。
2024年度はこれに北海道、東北、北信越、近畿、九州の各ブロックリーグが加わり9ブロックで行われている。各1回総当たり。

2024年度地域別のチーム数
- 北海道：男子5、女子4
- 東北：男子7、女子6
- 関東：男子9、女子8
- 北信越：男子5、女子5
- 東海：男子9、女子8
- 近畿：男子7、女子6
- 中国：男子5、女子5
- 四国：男子8、女子8
- 九州：男子9、女子8

## 歴代優勝チーム
ここでは、全国リーグであるトップリーグに絞って記述する。
- 2022年度[9]
  - 男子：福岡第一高等学校（福岡）
  - 女子：桜花学園高等学校（愛知）
- 2023年度[10]
  - 男子：開志国際高等学校（新潟）
  - 女子：京都精華学園高等学校（京都）
- 2024年度[11]
  - 男子：福岡大学付属大濠高等学校（福岡）
  - 女子：京都精華学園高等学校（京都）　男女を通して初の複数回優勝・かつ連覇達成

## 放送・配信
- バスケットLIVE（日本バスケットボール協会・ソフトバンク共同運営　パソコン・スマートフォンアプリ）全試合生配信・ストリーミング配信
- スポーツナビ（パソコン・スマートフォンアプリ）全試合生配信・ストリーミング配信
- 2024年度はこれらからのサブライセンスで、GAORA、スカイAを通して、一部の試合のディレイ（後日録画）中継実施（GAORAのみ、最終節の一部試合を生中継）